# Jiří Hildebrandt
Jiří Hildebrandt (20. května 1933 Stodůlky u Prahy – 13. června 2015) byl československý fotbalista, obránce a reprezentant.

## Životopis
S fotbalem začínal ve Stodůlkách. Hrál jej spíš jen pro radost a vedle toho se vyučil pokrývačem. Když odešel na vojnu, dostal se do divizní Dukly Tábor, tehdy kvalitního armádního celku. Původně hrál středního útočníka. K přátelskému utkání se Slavií Praha jej trenér postavil doprostřed obrany. Bylo třeba hlídat hrajícího trenéra Josefa Bicana. Povedlo se. Josef Bican si pořádně nekopl do míče a když o poločase střídal, nařídil, že je třeba tohoto šikovného mladíka „udělat“. I stalo se. Z nadějného fotbalisty ze Stodůlek stal se slávista.
Jiří Hildebrandt neopustil ani svou druhou lásku – pokrývání střech. Byl vedoucím party a práce měl dostatek. Dodnes je to na to hrdý a říká, že byl možná jediným pokrývačem mezi fotbalisty. Snad tato práce měla i pro jeho fotbalový růst přínos: prý mu díky ní sílilo svalstvo zad, nohou i celého těla, tedy důležitý základ pro pružnost při výskocích v obraně.

## Kariéra
Nastupoval za Stodůlky, Duklu Tábor a Slavii Praha (tehdy pojmenovanou jako Dynamo Praha), kde dělal i kapitána mužstva. V závěru své kariéry ještě hrál v německém 1. FC Kaiserslautern. Za reprezentaci nastoupil k jedinému utkání a nevstřelil v něm žádný gól. Ve Veletržním poháru nastoupil v 5 utkáních

## Ligová bilance
| Ročník                                   | Zápasy | Góly | Klub         |
| ---------------------------------------- | ------ | ---- | ------------ |
| Přebor československé republiky 1955     | -      | 0    | Dynamo Praha |
| 1. československá fotbalová liga 1956    | -      | 0    | Dynamo Praha |
| 1. československá fotbalová liga 1957/58 | -      | 0    | Dynamo Praha |
| 1. československá fotbalová liga 1958/59 | -      | 0    | Dynamo Praha |
| 1. československá fotbalová liga 1959/60 | -      | 0    | Dynamo Praha |
| 1. československá fotbalová liga 1960/61 | -      | 0    | Dynamo Praha |
| 1. československá fotbalová liga 1962/63 | -      | 0    | Dynamo Praha |
| 1. československá fotbalová liga 1965/66 | -      | 0    | Slavia Praha |
| 1. československá fotbalová liga 1966/67 | -      | 0    | Slavia Praha |
| 1. československá fotbalová liga 1967/68 | 25     | 0    | Slavia Praha |
| 1. československá fotbalová liga 1968/69 | 11     | 0    | Slavia Praha |
| CELKEM                                   | 235    | 0    |              |